# Mata de Alcántara
Mata de Alcántara település Spanyolországban, Cáceres tartományban. Mata de Alcántara Brozas, Villa del Rey és Alcántara községekkel határos. Lakosainak száma 286 fő (2024).

## Népesség
A település népessége az elmúlt években az alábbi módon változott:
| Lakosok száma | 370  | 330  | 317  | 330  | 336  | 314  | 314  | 305  | 284  | 286  |
|               | 2001 | 2004 | 2006 | 2009 | 2011 | 2014 | 2016 | 2019 | 2021 | 2024 |